# Christian Lehmann (Pfarrer, 1611)

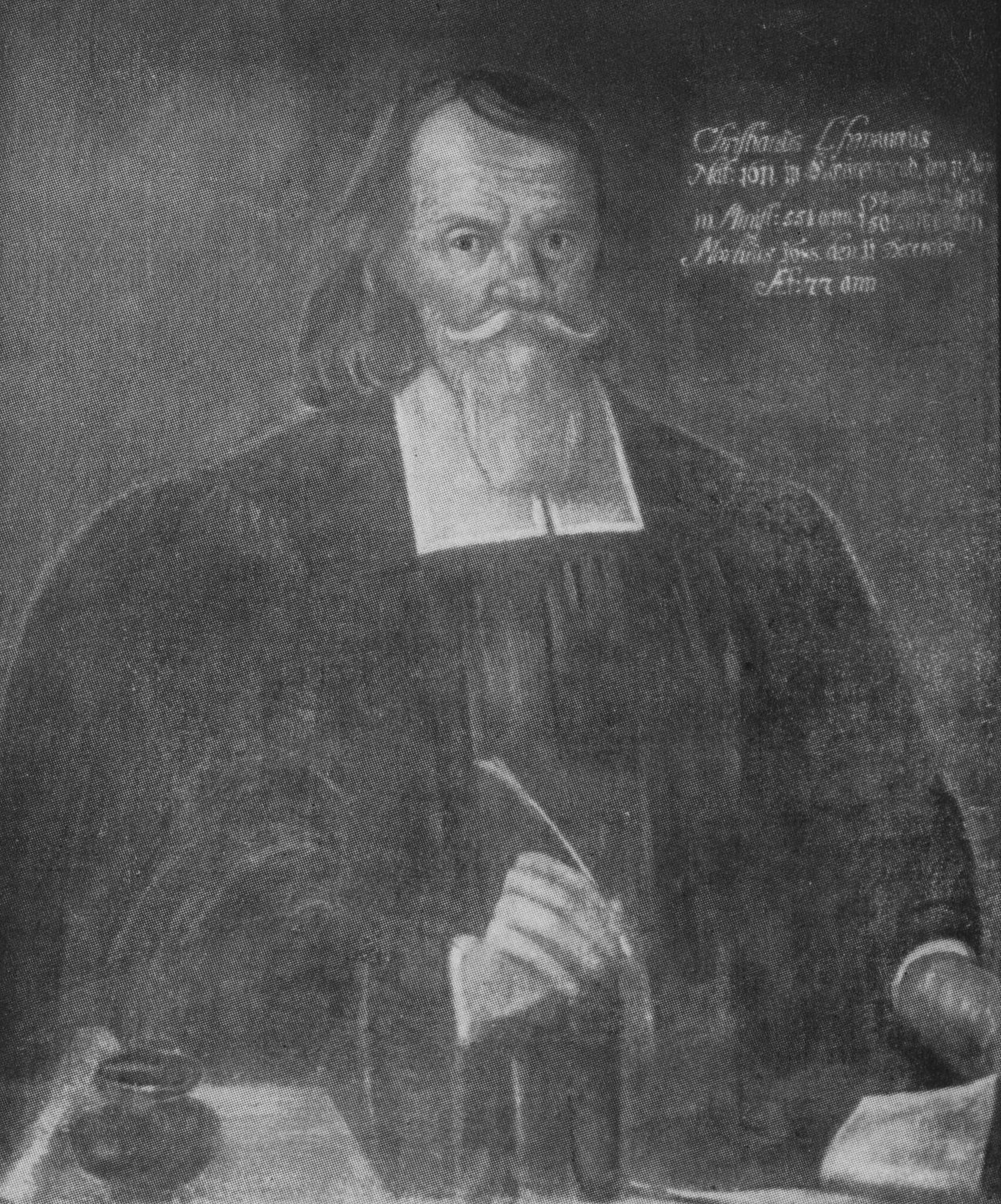
Christian Lehmann (1611–1688)

Christian Lehmann (* 11. November 1611 in Königswalde; † 11. Dezember 1688 in Scheibenberg) war ein sächsischer evangelischer Pfarrer. Durch seine umfangreichen überlieferten Manuskripte gilt er als einer der bedeutendsten Chronisten des Erzgebirges und als ein wichtiger Zeitzeuge des Dreißigjährigen Krieges.

## Eltern
Christian Lehmann wurde am 11. November 1611 in Königswalde bei Annaberg als zweites Kind des Pfarrers Theodosius Lehmann (1581–1642) geboren. Dieser wurde am 17. März 1597 an der Fürstenschule St. Afra immatrikuliert und 1608 als Pfarrer nach Königswalde berufen. Bereits vier Jahre später ging er als Pfarrer nach Elterlein, wo er am 19. Juli 1612 in das Pfarramt eingeführt wurde. Aus der ersten Ehe mit Susanna Thiele († 1615) stammt Christian Lehmann. Des Weiteren war Theodosius Lehmann in zweiter Ehe mit Rosina Hofmann, Tochter des Mattes Hofmann aus Elterlein, und zuletzt mit Martha von Schmertzing, Tochter des Rudolph von Schmertzing auf Schleinitz verheiratet.
Lehmann entstammt einer im sächsischen Erzgebirge beheimateten angesehenen Familie. Christian Lehmanns Urgroßvater Peter Lehmann (1504–1574) war am 20. September 1562 durch Kaiser Ferdinand I. in den erblichen Adelsstand erhoben worden, der Großvater Peter Lehmann d. J. (1545–1618) war insgesamt dreizehnmal Bürgermeister der Bergstadt Annaberg.

## Leben

### Kindheit und Jugend
Lehmann wuchs in Elterlein im Pfarrhaus seines Vaters auf. Seine erste Schulbildung erhielt er durch seinen Vater und durch Hauslehrer. Über diese Zeit schreibt er später, dass er „viel Mühseligkeit empfunden“ und „doch vielmahl geklaget / wie sein sonst nicht unfähiges ingenium durch allzu strenge Haußzucht / und unordentliche Unterweisung theils selbst hierinnen unerfahrener Lehrmeister ziemlich abgeschrecket und verhindert worden“. Ab dem 19. Juni 1622 besuchte er die Fürstenschule St. Afra in Meißen, auf der er drei Jahre lang verblieb. Wegen steter Unpässlichkeit wechselte er 1625 auf Wunsch seines Vaters auf das Gymnasium in Halle, wo er sich als Kurrendaner seinen Lebensunterhalt selbst mitverdienen musste. Bedingt durch eine Pestwelle in Halle verließ er 1628 die Stadt und ging zunächst nach Guben und schließlich 1631 nach Stettin, wo er seine Schulbildung fortsetzte. 1632 trat er eine Hauslehrerstelle in Löcknitz, „einem Grenzhaus in Pommern“, an.

### Pfarrer im Kriegsleid
Durch den Beginn des Dreißigjährigen Krieges im Erzgebirge wurden seine Studien jäh unterbrochen. Im Winter 1632/33 kehrte Christian Lehmann ins Erzgebirge zurück, um seinen durch die Holkschen Truppen bei einem Einfall schwer verletzten Vater zu besuchen. Kurz vor Ostern 1633, am Sonntag Okuli, wurde er unerwartet vom Dresdner Oberkonsistorium zum Hilfsgeistlichen von Elterlein berufen, wo er fortan seinen Vater im Pfarrdienst unterstützte. Zwei Jahre später, am 24. Mai 1635, heiratete er Euphrosyna (1611–1686), Tochter des Elterleiner Stadtrichters Georg Kreusel, die ihm zehn Kinder, darunter die Söhne Theodosius (1641–1696), Christian (* 1642) und Immanuel (* 1645), gebar.

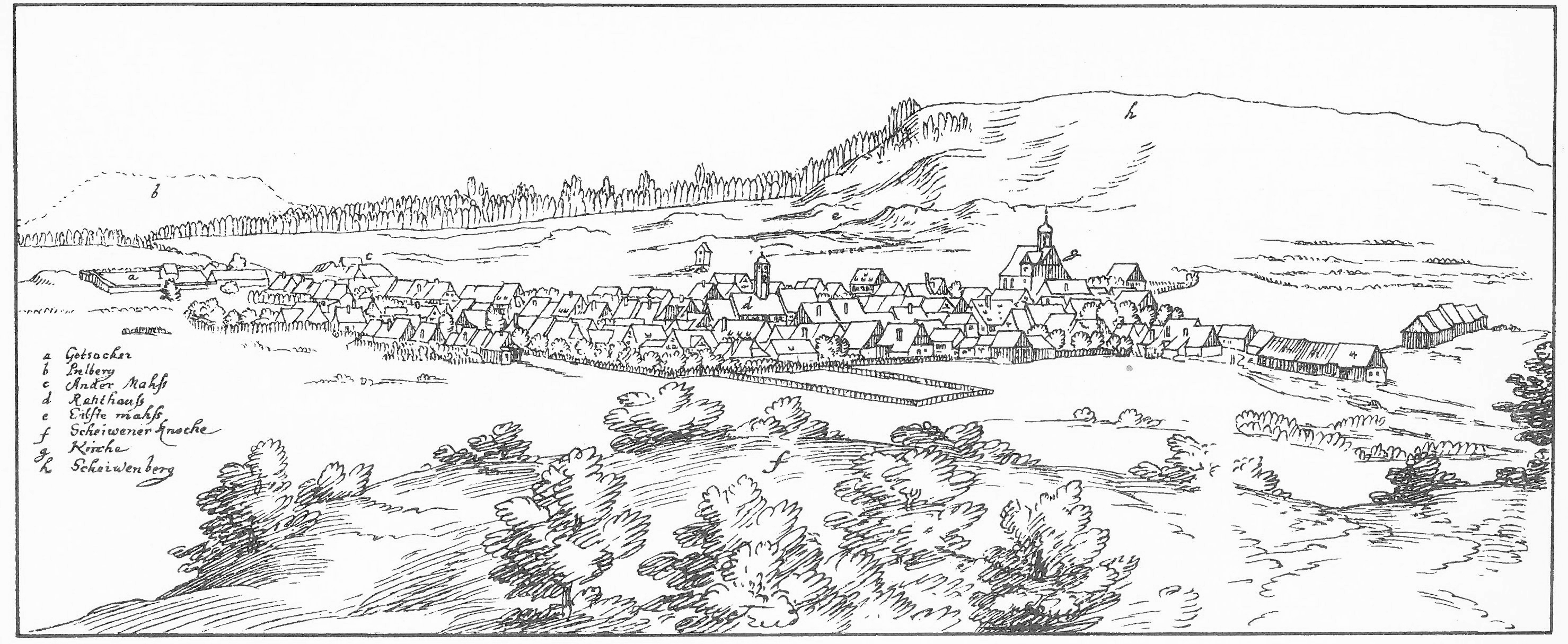
Scheibenberg zu Christian Lehmanns Zeit

1638 wurde Lehmann, nach dem Wegzug des Ortspfarrers Gregorius Goldammer, in die verwaiste Pfarrstelle der benachbarten Bergstadt Scheibenberg versetzt, wo er am Sonntag Trinitatis in sein Amt eingeführt wurde. Hier erlebte er die Schrecken des Dreißigjährigen Krieges in ganzer Wucht. Immer wieder musste er mit der gesamten Gemeinde vor kaiserlichen und schwedischen Soldaten in die umliegenden Wälder fliehen, wo er offenbar auch Gottesdienste abhielt, Kinder taufte und Ehen schloss. Er selbst wurde gefangen genommen, beraubt, misshandelt und mehrfach mit dem Tode bedroht. Er selbst schreibt, dass er 1640 in den Gottesgaber Wäldern drei Wochen „in Hunger und Kummer, Furcht und Angst, in stündlicher Gefahr Tag und Nacht verbracht und schließlich doch des Feindes Beute wurde“. Dennoch verbarg er Frauen und Kinder im Pfarrhaus und bewahrte durch seine Fürsprache unter Einsatz seines Lebens am 8. Oktober 1647 die Stadt vor der völligen Zerstörung. In den Pestjahren, z. B. 1639, musste er mehr als 100 Menschen seiner Gemeinde begraben, von denen die meisten der Seuche zum Opfer gefallen waren. Als Seelsorger erlebte und überlebte Christian Lehmann nach seiner eigenen Zählung 32 Truppendurchzüge, 20 Einquartierungen und ständig wiederkehrende Überfälle.

### Nach dem Dreißigjährigen Krieg

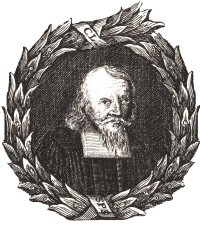
Christian Lehmann in seinem Lebensabend

Nach dem Westfälischen Friede, den er im Dezember 1648 von der Kanzel verkünden konnte, kehrte Ruhe in das Erzgebirge ein und man konnte sich dem allmählichen Wiederaufbau widmen. In seinem Amt als Pfarrer bemühte er sich u. a. um die Wiederbeschaffung der geraubten liturgischen Geräte und um notwendige Baumaßnahmen am Pfarrhaus. Seine lädierte Gesundheit erschwerte ihm die Amtsführung jedoch zusehends. Bereits 1646 war er wegen eines Milzleidens auf einer Kur, etwa 1664 verlor er alle Zähne, sodass er bis zu seinem Tod ohne sie auskommen musste und ab 1667 kamen Ohnmachtsanfälle und Schwindel hinzu, weswegen er einige Gottesdienste nicht halten konnte. Nach mehreren Gesuchen an den Annaberger Superintendenten wurde ihm schließlich am 3. Dezember 1669 sein eigener Sohn Christian als Substitut zur Seite gestellt. Letztlich dauerte es über sechs Jahre, bis sich Christian Lehmann 1675 wieder kräftig genug fühlte, um das ihm übertragene Pfarramt wieder selbst ausfüllen zu können. Sein „liebes ehrliches Weib“ Euphrosyna starb nach 51-jähriger Ehe am 22. April 1686, sodass Lehmann an seinem Lebensabend gezwungen war, seinen weiteren Lebensweg ohne familiäre Unterstützung durchzustehen. Ab dem 7. Oktober 1688 wurde er in seinen Amtspflichten von seinem Schwiegersohn Johann Wolfgang Grabner (1642–1720) als Substituten unterstützt, der auch zu seinem Amtsnachfolger berufen wurde. Lehmann starb am 11. Dezember 1688 in Scheibenberg im Alter von 77 Jahren nach 51 Jahren Pastorentätigkeit und wurde auf dem Kirchhof bestattet. Die von Enoch Zobel gehaltene Leichenpredigt erschien 1689 im Druck.

### Der Sammler, Zuhörer und Chronist Lehmann
In der Zeit der Spätrenaissance, als viele Fürsten und wohlhabende Bürger sich im aufkommenden Zeitalter der Aufklärung mit einem Kuriositätenkabinett schmücken, nutzte der Gelehrte Lehmann jede sich ergebende freie Zeit für seine Forschung nach „merkwürdigen“ Ereignissen in seiner Heimat. Er durchsuchte Manuskripte, alte Bücher, durchwanderte das (damals unsichere) Erzgebirge, erforschte die Natur, unterhielt sich unter anderem mit Pfarrern, Hammerherren, Amtsleuten sowie einfachen Köhlern, Klöpplerinnen, Kräuterweibern und Bergleuten. Die Ergebnisse, die er stets in Einklang mit seiner tief verwurzelten Religiosität zu bringen versuchte, zeichnete er in seinen Manuskripten auf. Ursprünglich hatte er ein großes, sechsbändiges Werk unter dem Titel Pinifer Misniae Illustratus erarbeitet, das aber zu seinen Lebzeiten aus „erhebliche[n] Ursachen“ nicht veröffentlicht wurde. Das Manuskript zum Historischen Schauplatz wurde nach Lehmanns Tod von seinen Söhnen für die Drucklegung vorbereitet und mit vielen Ergänzungen im Verlag Friedrich Lanckischen Erben 1699 in Leipzig zu Druck gebracht. Es kann als Familienwerk angesehen werden, da größere Textpassagen offensichtlich nicht von C. Lehmann sen. stammen. Alle Angaben nach 1688 gehen auf jeden Fall auf die Kinder zurück, die aber durchaus im Sinne des Seniors schrieben. Bei seinen erhaltenen Manuskripten ist anhand der Schrift oft besser erkennbar was von seinen Söhnen nachbearbeitet wurden.
Seine Aufzeichnungen belegen die Absicht, das Erzgebirge erstmals systematisch zu beschreiben. Sie spiegeln Heimatverbundenheit, die Lust am Sammeln, das Interesse an Merkwürdigkeiten und die genaue Beobachtungsgabe Lehmanns wider. Er erforschte sorgfältig und schrieb viele Begebenheiten so unverfälscht nieder, wie es ihm zugetragen wurde. Sie sind ein Spiegel der Lebensverhältnisse der Bevölkerung des 17. Jahrhunderts im Erzgebirge. Dabei beschränkt sich Lehmann nicht auf die Aristokratie und Stadtbewohner, sondern betrachtet auch ausführlich die einfache Bevölkerung. Die Ereignisse des Dreißigjährigen Krieges, der aus den Nöten der Zeit wachsende Aberglaube und seine zahllosen Naturbeobachtungen (nicht nur zu Flora und Fauna) wurden Teil seiner detaillierten Aufzeichnungen. Lehmann gilt durch sein umfangreich überliefertes, aber nur zum Teil ediertes Werk, als wichtigster Chronist des Erzgebirges. Man kann ihn zu Recht als den „Entdecker des Erzgebirges bezeichnen.“

## Ehrungen

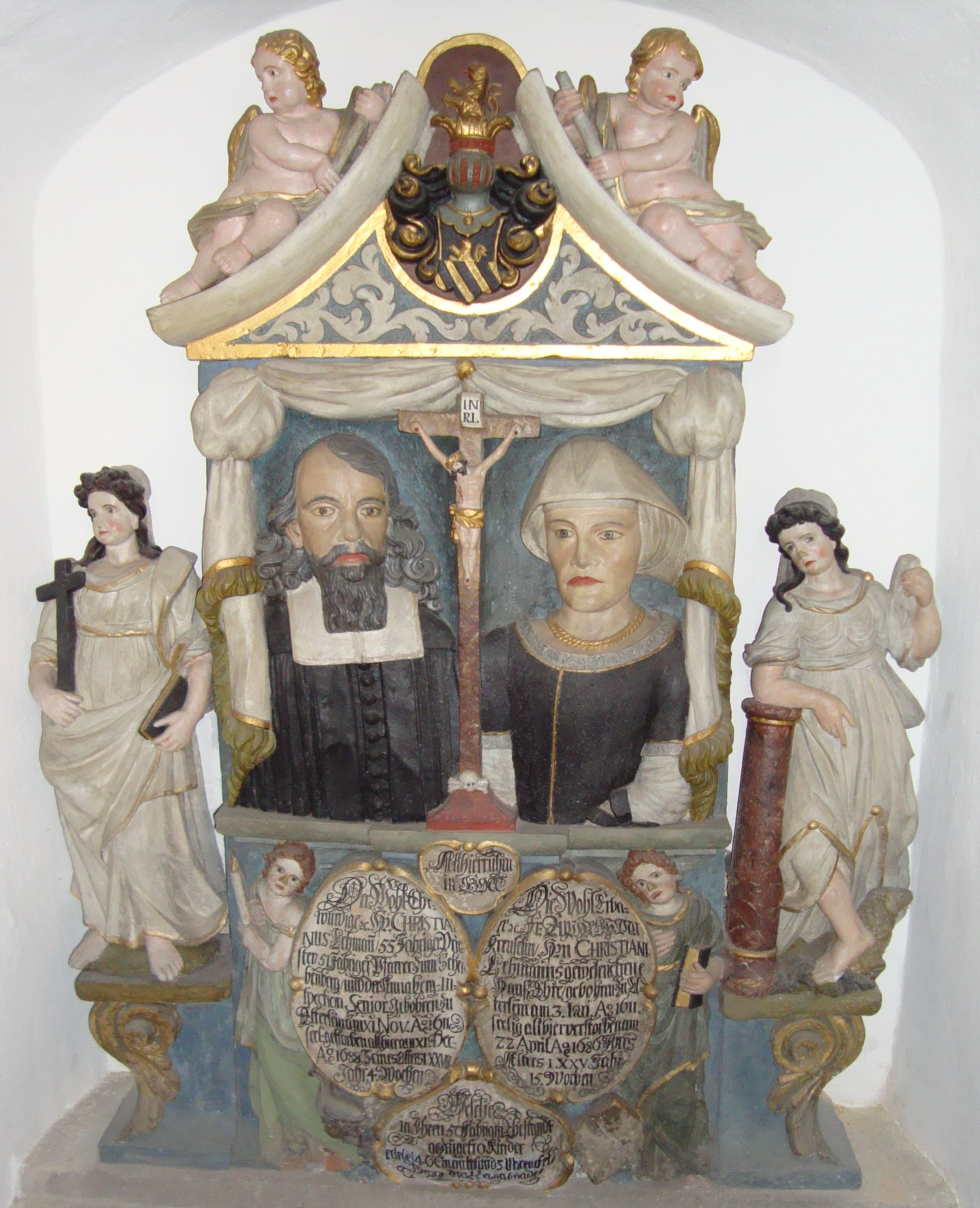
Epitaph für Christian Lehmann und seine Ehefrau Euphrosyna in der Johanniskirche Scheibenberg

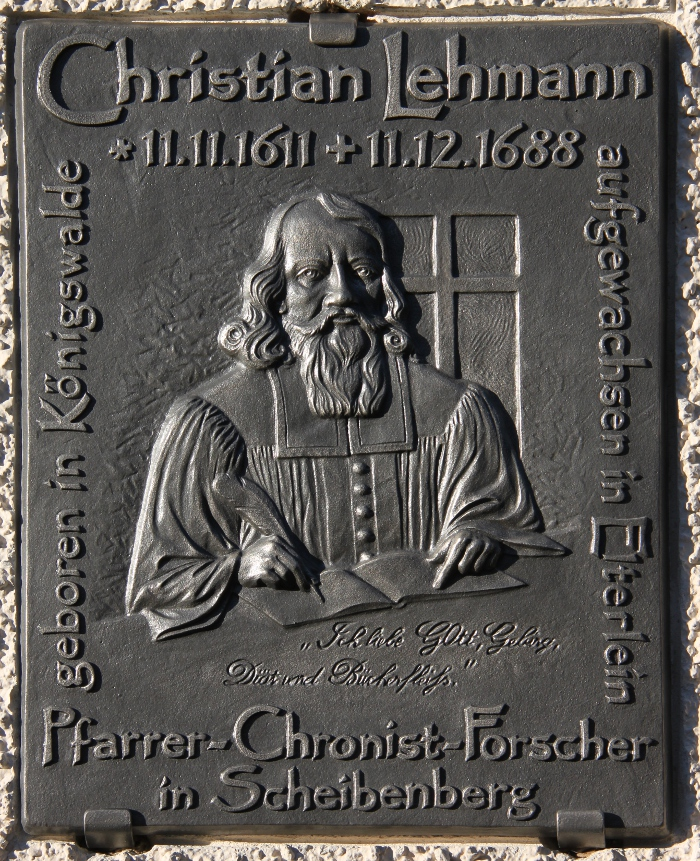
Gedenktafel anlässlich des 400. Geburtstags von Christian Lehmann (Königswalder Exemplar)

In der Scheibenberger Johanniskirche befindet sich in einer kleinen Nische ein steinernes, farbig gefasstes Grabdenkmal, meist Epitaph genannt, auf dem Christian Lehmann und seine Ehefrau Euphrosyna geb. Kreusel als Halbfiguren, verbunden durch das Kreuz Christi, dargestellt sind. Neben den beiden befinden sich seitlich Personifikationen der Tugenden Fides und Fortitudo angeordnet. Im geschwungenen Dreiecksgiebel ist das Wappen der Familie von Lehmann enthalten. Im Sockel des Grabsteins befindet sich ein Inschriftenfeld, in dem auf die Lebensleistung des Ehepaars verwiesen wird.
An einer Stele vor der Johanniskirche befindet sich eine Tafel, auf der an die fünfzigjährige Wirkungszeit Lehmanns als Pfarrer von Scheibenberg erinnert wird. Lehmann wird auf dieser fälschlicherweise als Magister, welchen Abschluss er nie erlangte, bezeichnet.
Die Scheibenberger Oberschule trägt ihm zu Ehren den Namen Christian-Lehmann-Oberschule. Der Jahrgangsbeste des Abschlussjahrgangs wird jedes Jahr mit dem Christian-Lehmann-Legat ausgezeichnet.
Im Rahmen des Festjahres zum 400. Geburtstag von Christian Lehmann wurden im November 2011 drei identische, in Elterlein gegossene Gedenktafeln (Entwurf Holzbildhauermeister Friedhelm Schelter aus Königswalde) am Pfarrhaus in Königswalde, in der St.-Laurentius-Kirche in Elterlein und an der Johanniskirche in Scheibenberg angebracht.

## Werke
- Natur-Chronik, veröffentlicht als: Historischer Schauplatz derer natürlichen Merkwürdigkeiten in dem Meißnischen Ober-Ertzgebirge, in Verlegung Friedrich Lauckischens sel. Erben, druckts Immanuel Tietze, Leipzig 1699 (Digitalisat des Drucks von 1699)
**1747 erschien schon ein Nachdruck ohne Verfasserangabe (Ausführliche Beschreibung Des Meißnischen Ober-Ertzgebürges mit 1005 Seiten, Digitalisat des Drucks von 1747)
**Reprintausgabe Stuttgart 1988
** Neuere Herausgaben von Teilen unter anderem Titel (Erzgebirgsannalen Des 17. Jahrhunderts. Von Unwettern. Tieren in Wald und Haus. Kuriositäten. Pestilenzen und Spukereien. Verlags-Anstalt Union. Berlin 1991.)
Es ist das einzige seiner Werke, das vollständig in Druck ging.
- Kriegs-Chronik der Teutschen, teilweise als Erzgebirgische Kriegschronik veröffentlicht, Manuskript – Sächsische Landesbibliothek Dresden, Teilweise Herausgegeben 1911 durch Leo Bönhoff. Neu und ebenfalls teilweise herausgegeben, H&F Verlag, Scheibenberg 1998.
- Land-Chronik des Erzgebirges (Historia Civilis et Topographica), verschollen, nur spärliche Reste erhalten.
- Kirchen-Chronik des Erzgebirges (Historia Ecclesiastica), verschollen.[19]
- Berg-Chronik (Historia Metallica), verschollen seit 1945.[19]
- Moral- und Sitten-Chronik (Historia Moralis) – fragmentarisch erhalten in der Universitätsbibliothek Leipzig.[20]
- Collectanea autographa, Ungeordnetes Manuskript zu Lehmanns Werken – Universitätsbibliothek Halle.[20]
- Hundert Teutsche Episteln, Sammlung von Briefen – Universitätsbibliothek Gießen.[20]
- Annales (Annalen von allerhand Sachen), verschollen, Reste in den Collectanea autographa und im Manuskript der Kriegschronik vorhanden.
- Chronik von Scheibenberg (Chronicon Scheibenbergense), Universitätsbibliothek Leipzig und als Abschrift in Halle, bearbeitet und herausgegeben durch Lutz Mahnke, Scheibenberg 1992.
- Apologia 1673, im Archiv der Ev.-Luth. St.-Johannis Kirchgemeinde Scheibenberg, eine Verteidigungsschrift gegen unberechtigte Angriffe.[20]
- Die Ephoralbriefe, Dienstpost im Ephoralarchiv des Ev.-Luth. Kirchenbezirkes Annaberg.[20]
- Discriptio nigromontanus, 1732 (Gedicht über die Bergstadt Schwarzenberg im Erzgebirge) – zum Großteil offenbar vom Sohn Theodosius geschrieben.
- Nachrichten von Wahlen, wer sie gewesen, wo sie Golderz aufgesucht u.s.w, Frankfurt & Leipzig 1764, erst vom Enkel Christian Gottlob Lehmann zusammengefasst und herausgegeben. (Digitalisat)
- Predigtband, verschollen.